# 神郷智也
神郷 智也（かんざと ともや、1986年 -）は、日本の推理作家。東京都生まれ。工学院大学附属高等学校卒業。2009年5月、講談社の新人発掘企画「講談社Birth」で小説部門第1回受賞作となった長編本格推理『枯れゆく孤島の殺意』でデビューした。
好きな作家として、大岡昇平、島田荘司、横溝正史を挙げている。

## 作品リスト

### 単行本
- 枯れゆく孤島の殺意 （講談社Birth、2009年5月、ISBN 978-4-06-215473-4） - イラスト：和田鳥太郎
  - 講談社Birth小説部門第1回受賞作「エトリッヒ・タウベ」を改題